# 赤野村
赤野村（あかのむら）は、高知県安芸郡にあった村。現在の安芸市赤野甲・赤野乙にあたる。

## 地理
- 海洋：土佐湾
- 河川：赤野川

## 歴史
- 1889年（明治22年）4月1日 - 町村制の施行により、近世以来の赤野村が単独で自治体を形成。
- 1954年（昭和29年）8月1日 - 安芸町・伊尾木村・川北村・東川村・畑山村・井ノ口村・土居村と合併して安芸市が発足。同日赤野村廃止。

## 交通

### 鉄道路線
- 土佐電気鉄道
  - 安芸線
    - 赤野駅 - 八流駅

現在は旧町域に土佐くろしお鉄道阿佐線の赤野駅が所在するが、当時は未開業。